# IC 3983
IC 3983 је двојна звијезда у сазвјежђу Ловачки пси која се налази на листи објеката дубоког неба у Индекс каталогу.
Деклинација објекта је + 39° 14' 53" а ректасцензија 12h 59m 20,3s.